# Елка Добрева
Елка Рачева Добрева е българска езиковедка, семиотик и културолог. Главен асистент (1984), доцент (1989) и професор (2010) в ШУ „Епископ Константин Преславски“.

## Биография
Родена е на 15 декември 1952 в гр. Шумен. Завършва Класическа филология в Софийския университет (1975), след което е редовна аспирантка по Общо и теоретично езикознание. Доктор по филология с дисертация на тема „Към въпроса за комуникативната функция на глаголните граматически категории“ (1982). От 1992 г. работи в Катедрата по български език към Шуменския университет като преподавател по Общо езикознание. Специализирала е в областта на текстолингвистиката и теорията на комуникацията в Института по общо езикознание към Виенския университет (1986 г.) и в Университета в Увърхемптън, Англия (1997). Доктор на филологическите науки с дисертация на тема „Нетолерантност и нулева толерантност в съвременния български печат (Критически лингвосемиотичен анализ)“ (2008).
Гост лектор в Бакинския славянски университет в Баку, Азербайджан (2002) и университета „Лудвиг Максимилиян“ в Мюнхен, Германия (2005).
Зам.-ректор на Шуменския университет. Декан на Факултета по хуманитарни науки. Зам.-декан на факултета по хуманитарни науки. Ръководител на катедра Журналистика и масови комуникации.
Член на Съюза на учените в България.
Носителка на наградата на Шумен за наука (1988).

### Монографии
- 1988 – „Теорията за знака в лингвистиката и литературната наука“. София: Наука и изкуство, 1988, 228 с. (в съавт. с Добрин Добрев).
- 1990 – „Проблеми на изграждането на текста“. София: Народна просвета, 1990, 120 с. (в съавт. с Ивелина Савова).
  - 1994 – „Проблеми на изграждането на текста“. Шумен, 1994, 202 с. – второ изд. (в съавт. с Ивелина Савова).
- 1992 – „Справочник на семиотичните термини“. Шумен: Глаукс, 1992, 156 с. (в съавт. с Добрин Добрев).
- 2000 – „Текстолингвистика. Уводен курс“. Шумен: Унив. издат. „Епископ Константин Преславски“, 2000, 257 с. (в съавт. с Ивелина Савова).
- 2002 – „Писмените ученически текстове“. София: Кръгозор, 2002, 243 с. (в съавт. с Маргарита Георгиева).
- 2009 – „Толерантност, нетолерантност и нулева толерантност в съвременния български печат (Критически лингвосемиотичен анализ)“. Фабер: Велико Търново, 2009, 390 с.
- 2009 – „Текст & дискурс. Терминологичен справочник“. Фабер: Велико Търново, 2009, 275 с. (в съавт. с Ивелина Савова)
- 2011 – „Аспекти на масмедийната „реалност“. Фабер: Велико Търново, 2011, 274 с.

### Учебници и учебни помагала
- 1997 – „Български език“. Ополе, 1997 (в съавт. с колектив под ред. на Стефана Димитрова).
- 2001 – „Тестове по български език и литература. Помагало за кандидатстуденти“. Шумен: Унив. издат. „Епископ Константин Преславски“, 2001 (в съавт. с Ивелина Савова, Добрин Добрев и Младен Енчев).
- 2003 – „Български език и литература. Правила, понятия, тестове“. Кръгозор: София, 2003 (в съавт. с Ивелина Савова и Добрин Добрев), 255 с.
- 2004 – „Увод в общото езикознание“. Шумен: Унив. издат. „Епископ Константин Преславски“, 2004, 243 с., второ изд. Фабер: Велико Търново, 2009, 243 стр.
- 2007 – „Трансформиращ преразказ“. София: Кръгозор, 2007 (в съавт. с Маргарита Георгиева), 100 с.